# القراوشة (مطرناغة الكعدة)
القراوشة هو دُوَّار يقع بجماعة امطرناغة، إقليم صفرو، جهة فاس مكناس في المملكة المغربية. ينتمي الدوّار لمشيخة مطرناغة الكعدة التي تضم 6 دواوير. يقدر عدد سكانه بـ 230 نسمة حسب الإحصاء الرسمي للسكان والسكنى لسنة 2004.

## روابط خارجية
- البوابة الوطنية للجماعات الترابية
- المندوبية السامية للتخطيط